# Ctenocella elongata
Ctenocella elongata är en korallart som först beskrevs av Peter Simon Pallas 1766.  Ctenocella elongata ingår i släktet Ctenocella och familjen Ellisellidae. Inga underarter finns listade i Catalogue of Life.